# Deformacija
Deformacija (lat. deformatio: izobličenje, nagrđivanje), u fizici, je promjena oblika tijela (rastezanje, svijanje, sukanje i drugo) pod utjecajem vanjskih ili unutarnjih sila. Može biti elastična, kada se nakon prestanka djelovanja sile tijelo vraća u prvobitni oblik, i neelastična, kada deformirani oblik ostaje i nakon prestanka djelovanja sile (plastičnost).
Duljinska elastična deformacija (znak ε) fizikalna je veličina koja opisuje relativnu promjena duljine izduljenoga elastičnog tijela: ε = ΔL/L0, gdje je ΔL promjena duljine nakon djelovanja sile, a L0 početna duljina. Može se opisati Hookeovim zakonom. Mjerna je jedinica duljinske elastične deformacije broj jedan.
Volumna elastična deformacija (znak θ) fizikalna je veličina koja opisuje relativnu promjena volumena elastičnog tijela: θ = ΔV/V0, gdje je ΔV promjena volumena nakon djelovanja sile, a V0 početni volumen. Mjerna je jedinica volumne elastične deformacije broj jedan.

## Hookeov zakon
Hookeov zakon je zakonitost koja opisuje ovisnost promjene oblika čvrstoga tijela u obliku štapa o djelovanju vanjske sile, što ju je utvrdio Robert Hooke. Opterećenjem izazvano naprezanje σ razmjerno je deformaciji ε, odnosno:
{\displaystyle \sigma =E\cdot \varepsilon }
Faktor razmjernosti E je modul elastičnosti i karakterističan je za pojedini materijal. Do određene granice naprezanja Hookeov zakon može se primijeniti na većinu konstrukcijskih materijala. Za složenija opterećenja tijela različitih oblika rabi se Hookeov zakon u poopćenom obliku, koji se izražava s više skalarnih linearnih jednadžba.

## Dijagram naprezanja
Dijagram naprezanja prikazuje međusobnu ovisnost σ - vlačnog naprezanja i ε - relativnog produljenja ili linijske vlačne deformacije. U materijalu koji je opterećen nekom silom F nastaju naprezanja σ koja uzrokuju njegovo rastezanje. Naprezanje σ je omjer sile F i ploštine A presjeka štapa ili šipke (okomitog na smjer sile).
{\displaystyle \sigma ={\frac {F}{A}}}
Zbog djelovanja sile F (a time nastalog naprezanja σ) štap ili šipka će se od početne duljine L0 rastegnuti na duljinu L. Tako je produljenje štapa ili šipke:
{\displaystyle \varepsilon ={\frac {\Delta L}{L_{0}}}={\frac {L-L_{0}}{L_{0}}}}
Relativno produljenje ε (duljinska ili uzdužna deformacija) štapa ili šipke je produljenje s obzirom na početnu duljinu Lo. Početno je naprezanje linearno (deformacija je izravno razmjerna naprezanju). U području linearnog rastezanja (Hookeov zakon) materijal je elastičan i nakon prestanka djelovanja sile, odnosno naprezanja, on se vraća u početno stanje. Youngov modul elastičnosti je omjer naprezanja i relativnog produljenja (u području elastičnosti).
Tehnička granica elastičnosti je naprezanje pri kojem osjetljiva mjerila osjete prvo primjetno trajno produljenje materijala (pri još nepromijenjenom presjeku Ao). Nakon te granice (obično na kraju linearnog rastezanja) materijal se rasteže plastično i nakon prestanka djelovanja sile ne vraća se više na početnu duljinu L0, već ostaje određeno trajno produljenje, uz suženje presjeka, A < A0).